# مایو (فلوریدا)
مایو (به انگلیسی: Mayo) شهرکی در شهرستان لافایت ایالت فلوریدا است که در سال ۱۹۰۳ بنیان‌گذاری شده‌است. این شهرک طبق سرشماری سال ۲۰۱۰ میلادی، ۱٬۲۳۷ نفر جمعیت داشته و مساحت آن نیز ۲٫۱ کیلومتر مربع است.

## نگارخانه

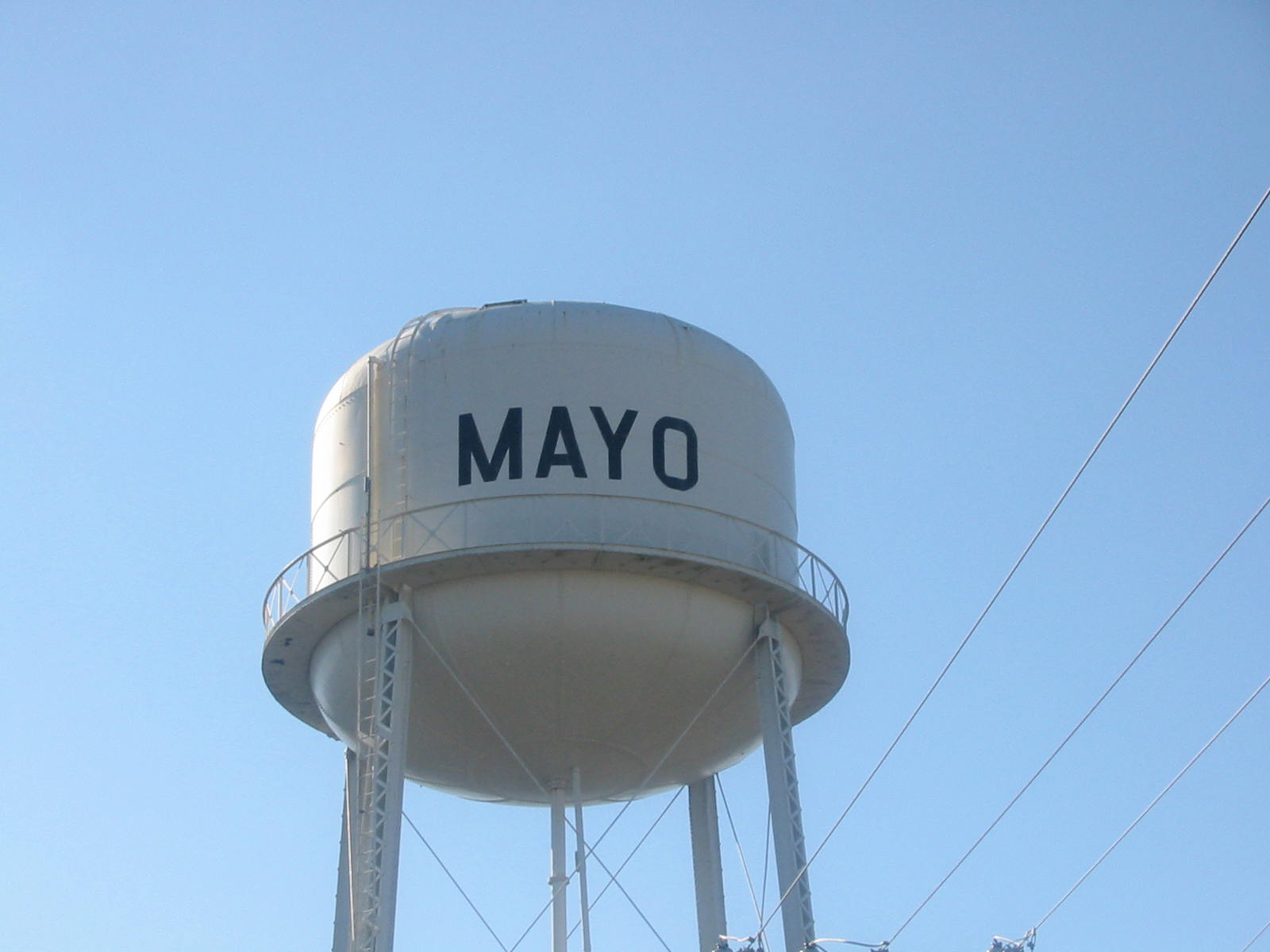